# Samsung Galaxy A5 (2016)
Samsung Galaxy А5 (2016) — смартфон, произведенный Samsung Electronics, работающий на базе операционной системы Android. Был представлен 2 декабря 2015 вместе с Galaxy А3 (2016), Galaxy А7 (2016) и Galaxy A9 (2016). Устройство позиционируется как компромисс между бюджетными и флагманскими моделями компании.

## Аппаратное обеспечение
Samsung Galaxy A5 (2016) работает на базе Exynos 7580 (Exynos 7 Octa) SoC с 1,6 ГГц и Mali T720-MP2 GPU. Смартфон оснащен 2 ГБ RAM и 16 ГБ eMMC внутренней памяти с поддержкой съемных MicroSD карт объёмом до 128 ГБ.

#### Дисплей
- Технология: Super AMOLED
- Размер: 5,2 дюйма (132 мм)
- Разрешение: 1080x1920 (Full HD)
- Глубина цвета: 16M
- Плотность пикселей: 424 PPI
- Поддержка S Pen: Нет

#### Память
- RAM: 2 ГБ
- ROM: 16 ГБ
- Поддержка внешней памяти (слот microSD): До 128 ГБ

#### Датчики
- Акселерометр, геомагнитный датчик, датчик Холла, датчик приближения, RGB-датчик света.

#### Аудио и видео
- Разрешение видеозаписи: FHD (1920 x 1080 пикселей) 30 кадров в секунду
- Форматы воспроизведения видео: MP4, M4V, 3GP, 3G2, WMV, ASF, AVI, FLV, MKV, WEBM
- Разрешение воспроизведения видео: FHD (1920 x 1080 пикселей) 30 кадров в секунду
- Форматы воспроизведения аудио: MP3, M4A, 3GA, AAC, OGG, OGA, WAV, WMA, AMR, AWB, FLAC, MID, MIDI, XMF, MXMF, IMY, RTTTL, RTX, OTA

#### Камеры

##### Основная (задняя) камера
- Одинарная 13 МП CMOS, диафрагма f/1.9, вспышка, автофокус

##### Фронтальная камера
- Одинарная 5 МП CMOS, диафрагма f/1.9, фиксированный фокус

##### Возможности подключения
- ANT+: Да
- Версия USB: 2.0
- Технологии определения местоположения: GPS, ГЛОНАСС
- Аудиопорт: 3,5 мм аудиоразъем
- MHL: Нет
- Wi-Fi: 802.11 b/g/n 2,4 ГГц.
- Wi-Fi Direct: Да
- DLNA Поддержка: Нет
- NFC: Да
- Bluetooth Версия: 4.1
- Профили Bluetooth: A2DP, AVRCP, DI, HFP, HID, HOGP, HSP, MAP, OPP, PAN, PBAP, SAP.
- Синхронизация с ПК. Samsung Smart Switch

##### Аккумулятор
- Стандартная емкость аккумулятора: 2900 мАч, не съемный
- Быстрая зарядка: Да
- Заявленное время работы в Интернете (3G): до 14 ч.
- Заявленное время работы в Интернете (LTE): до 14 часов
- Заявленное время работы в Интернете (Wi-Fi): до 16 ч.
- Заявленное время воспроизведения видео: до 14 ч.
- Заявленное время воспроизведения аудио: до 75 ч.
- Заявленное время работы в режиме разговора: до 16 часов (3G W-CDMA)

## Дизайн
Samsung Galaxy A5 (2016) имеет корпус из алюминия и стекла, в отличие от Samsung Galaxy A5 (2015), A5 (2016) имеет более крупный 5,2-дюймовый дисплей по сравнению с 5-дюймовым дисплеем предшественника Galaxy A5. Дисплей A5 (2016) защищен стеклом Corning Gorilla Glass 4, также расположенным на задней стороне телефона..

## Программное обеспечение
Samsung Galaxy A5 (2016) вышел на рынок с Android 5.1.1 «Lollipop». Samsung выпустила Android 6.0.1 «Marshmallow» и Android. 7.0 «Nougat» обновление для него.

## Доступность
Samsung Galaxy A5 (2016) был выпущен в Китае 15 декабря 2015 года. По состоянию на апрель 2016 года Samsung Galaxy A5 (2016) стал доступен в Европе, Африке, Латинской Америке и Азии.

## Варианты
| Модель      | Процессор                  | SIM    | Регион                                                             |
| ----------- | -------------------------- | ------ | ------------------------------------------------------------------ |
| SM-A510F    | Samsung Exynos 7 Octa 7580 | Single | Европа (некоторые страны), Израиль и ЮАР                           |
| SM-A510F/DS | Samsung Exynos 7 Octa 7580 | Dual   | Россия, Казахстан, Украина и страны Кавказа (Армения, Азербайджан) |
| SM-A510FD   | Samsung Exynos 7 Octa 7580 | Dual   | Ближний Восток, Африка, Азия                                       |
| SM-A510Y    | Samsung Exynos 7 Octa 7580 | Single | Австралия и Новая Зеландия                                         |
| SM-A510Y/DS | Samsung Exynos 7 Octa 7580 | Dual   | Филиппины и Тайвань                                                |
| SM-A510M    | Samsung Exynos 7 Octa 7580 | Single | Латинская Америка                                                  |
| SM-A510M/DS | Samsung Exynos 7 Octa 7580 | Dual   | Бразилия                                                           |
| SM-A5100    | Qualcomm Snapdragon 615    | Один   | Китай и Гонконг                                                    |
| SM-A510S    | Samsung Exynos 7 Octa 7580 | Single | Южная Корея (SK Telecom)                                           |
| SM-A510K    | Samsung Exynos 7 Octa 7580 | Single | Южная Корея (KT Corporation)                                       |